# Пустки
Пустки — деревня в Невельском районе Псковской области России. Входит в состав Туричинской волости.

## География
Деревня находится рядом с трассой Невель—Полоцк, в 24 км к юго-западу от города Невеля и в 7 км к северо-востоку от волостного центра, деревни Туричино.
Пустки со вех сторон окружены лесом. Через деревню протекает небольшая река Пуставщанка. Она берёт начало в болоте за железной дорогой и впадает в реку Чисту. Когда-то в Пуставщанку заходила рыба (щука, плотва, окунь, пескарь и налим).
Сейчас река заросла. Рыба больше не заплывает сюда, а Пуставщанка разливается только весной.

## Население
| 2001 | 2002 | 2010 |
| ---- | ---- | ---- |
| 14   | ↘13  | ↘8   |

Численность населения деревни по оценке на начало 2001 года составляла 14 человек.

## История
Пустки впервые упоминаются в начале 1920-х годах. Основатель деревни и первый её житель Банько. Его дом находился на пригорке. К сожалению, дом не сохранился. Перед началом Великой Отечественной войны в Пустках проживало более 60 жителей.
С 12 июня 1941 по 4 ноября 1943 г. деревня была оккупирована немецко-фашистскими войсками. Пустки были освобождены 4 ноября 1943 года силами 4-й Ударной Армии 1-го Прибалтийского фронта.
После войны в деревне проживало около 50 человек. Пустках было фонарное освещение. В настоящее время в деревне постоянно проживает 3 человека. Летом в Пустках проживает до 50 человек. В 2008 году был установлен таксофон. В деревне 17 домов.